# Музей августинцев (Фрайбург)
Музей августинцев (нем. Augustinermuseum) города Фрайбурга является самым большим музеем Южного Бадена и принадлежит к числу самых крупных и самых известных музеев на Верхнем Рейне. Он находится в здании бывшего монастыря августинцев-еремитов с крестовым ходом (крытой обходной галереей вокруг монастырского двора) в готическом стиле.
С 23 марта 2010 года музей после продолжительной реконструкции и реставрации вновь открыт для посетителей.
Значение Музея  августинцев в культурной и творческой жизни Верхнего Рейна со времен средневековья вплоть до 20-го века можно сравнить, пожалуй, только с такими музеями, как музей Унтерлинден в Кольмаре или с коллекцией объектов искусства в Базеле. 
Музей августинцев является музеем католического диоцеза (епархии) города Фрайбурга.
В экспозицию входят оригиналы скульптур из фрайбургского Мюнстера, гобелены, произведения ювелирного искусства, картины и деревянная скульптура, отражающие средневековую символику и верования. Жизнь XVIII в. отражена в фаянсе, изразцовых печах и часах. На картинах XIX и XX вв. изображены живописные виды Шварцвальда.

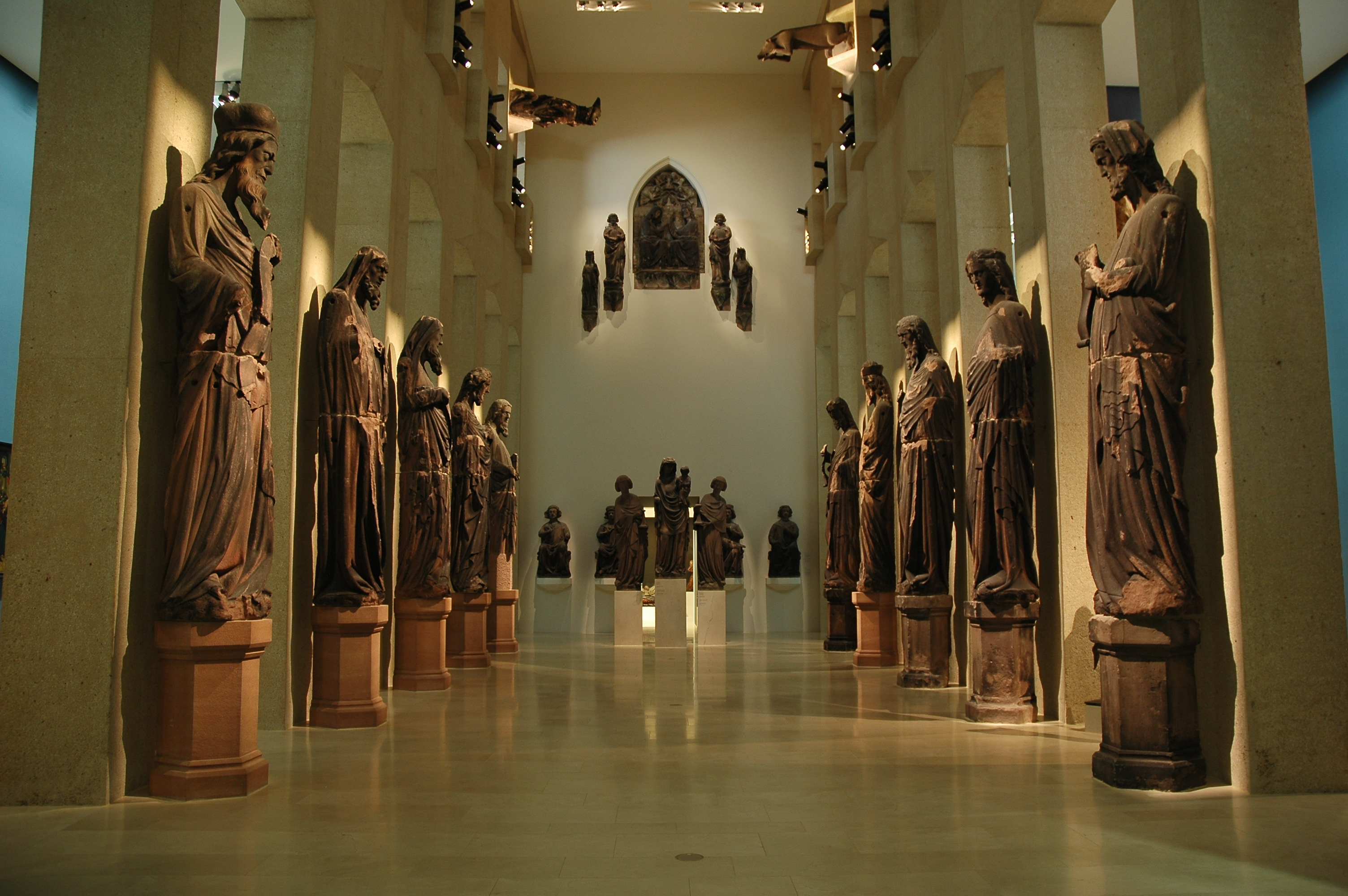
Скульптурный зал со статуями пророков из Мюнстера

В связи с нехваткой выставочных помещений и особенностями хранения многие экспонаты, как, например, около 100 тысяч листов графики, предметы из отдела быта, региональной культуры и художественного ремесла, не входят в основную экспозицию.

## Общее описание коллекций музея
Сокровища собора Мюнстер. Коллекция ценных экземпляров работ золотых и серебряных дел мастеров. Ковер Малтерер — экспонат из великолепной коллекции тканей позднего Средневековья. Произведения Ганса Балдинга Грина, Матиаса Грюневальда и Лукаса Кранаха старшего. Живописные полотна Анзельма Фейербаха, Франца Ксавье Винтерхалтера и Ганса Тома, как представителей живописи XIX и XX веков. Произведения на бумаге, такие, как рисунки, печатные работы или книжная графика (около 70 000 объектов, не выставлены). Интересная в художественном смысле витражная живопись. Одна из известнейших коллекций юго-западного собрания монет (монеты из Фрайбурга и южной Австрии), а также редкая коллекция монетных штампов (не выставлена). Наследие фрайбургской фирмы M.Welte & Söhne, одного из самых значительных в мире производителей музыкальных инструментов (часы с музыкальным механизмом, орхестрионы, механические фортепьяно и рояли) (не выставлены). Корпус органа из монастыря Генгенбах с церковным органом фирмы M. Welte & Söhne. Коллекция часов Эренсбергер из-за недостатка выставочной площади выставлена лишь частично.

### Церковный орган музея

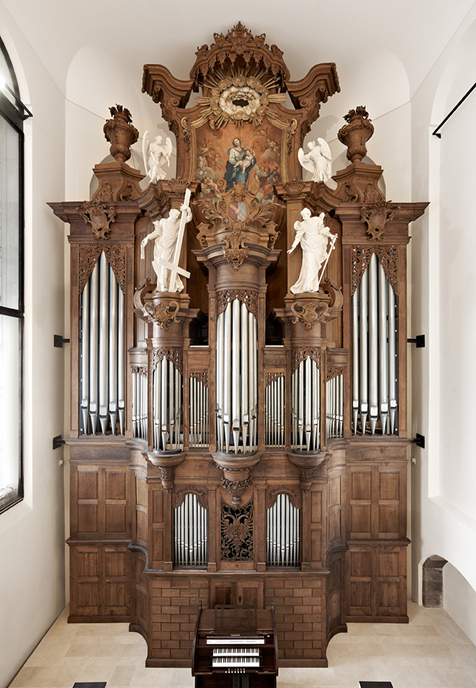
Орган музея 2010 г.

Как единое целое произведение искусства, церковный орган музея с историческим проспектом корпуса 1732-33 годов из бывшей аббатской церкви монастыря Генгенбах и  установленным в нём в 1935 году церковным органом фирмы M. Welte & Söhne необходимо было демонтировать из-за статических ремонтных работ. В течение 2009 года корпус и инструмент были основательно отреставрированы. После удаления коричневого лакового покрытия, нанесённого в 19-м столетии, корпусу органа был возвращён максимально возможный первоначальный облик. Фирма Waldkircher Orgelbau Jäger & Brommer из города Вальдкирх освободила инструмент от позднее совершённых изменений и вернула ему его первозданный вид. В рамках экскурсий для групп посетителей до 10 человек предоставляется возможность ознакомления с музыкальными возможностями и функциями органа.

## Реконструкция музея
В 1909 была запланирована, а в 1914 году начата перестройка монастыря в здание музея, но из-за начавшейся Первой мировой войны работы были приостановлены. Начиная с 1919 года работы были продолжены, но из-за трудностей финансирования этого проекта в условиях послевоенной Германии работы проводились неосновательно и были сильно ограничены по сравнению с первоначальным планом. С тех пор в здании практически не предпринималось сколько-нибудь значительное переоборудование.
В 2004 году были начаты основательные работы по реконструкции и ремонту здания. Для планирования этих работ был приглашен архитектор Христоф Меклер. 
В первую очередь (до 2010 года) была перестроена и отремонтирована церковь, где появились просторная лестница и новый вход со стороны площади Августинцев. Были построены несколько лифтов для того, чтобы сделать возможным беспрепятственный вход в музей, а также с целью облегчить доставку предметов искусства в выставочные залы. В здании храма был сделан открытый второй этаж для расширения выставочных площадей. Дополнительные выставочные залы появились в подвальных и чердачных помещениях для выставок произведений живописи.
Второй цикл перестройки музея (с 2010 года) касается реконструкции и ремонта старого и постройки нового здания по Зальцштрассе, которые примут графическую коллекцию музея. Это позволит музею адекватно производить прием присланных извне объектов искусства.
В третьем периоде предусмотрен ремонт помещений, граничащих с храмом, а также средневековых подвалов.

### Каталоги фондов
- Detlef Zinke: Meisterwerke vom Mittelalter bis zum Barock im Augustinermuseum. Berlin, Deutscher Kunstverlag, 2010. ISBN 978-3-422-06948-0. Englische Ausgabe ISBN 978-3-422-06949-7; Italienische Ausgabe ISBN 978-3-422-06951-0; Französische Ausgabe ISBN 978-3-422-06950-3
- Detlef Zinke: Augustinermuseum: Gemälde bis 1800. Freiburg: Rombach 1990. ISBN 3-7930-0582-8 (vergriffen)
- Detlef Zinke: Bildwerke des Mittelalters und der Renaissance 1100—1530 : Auswahlkatalog / Augustinermuseum Freiburg. München: 1995. ISBN 3-7774-6560-7
- Uhren aus vier Jahrhunderten: Sammlung Ehrensberger / Augustinermuseum Freiburg i. Br. Katalogbearb. Gerhard Wagner und Ian Fowler. Freiburg i. Br.: Augustinermuseum 1999.
- Gretel Zimmermann: Gemälde 19. und 20. Jahrhundert: Augustinermuseum Freiburg ; Bestandskatalog. Freiburg i. Br.: 2004. ISBN 3-937014-01-2

### Каталоги выставок (выборочно)
- Zu Dürers Zeiten: Druckgraphik des 15. und 16. Jahrhunderts aus dem Augustinermuseum Freiburg. Freiburg i. Br.: 1991
- Hans Baldung Grien in Freiburg. Katalog der Ausstellung im Augustinermuseum, 19. Oktober 2000 bis 15. Januar 2002. Freiburg i. Br.: 2001. ISBN 3-7930-9303-4
- Jugendstil in Freiburg. Begleitbuch zur Ausstellung «Jugendstil in Freiburg», 2. März — 13. Mai 2001 im Augustinermuseum Freiburg. Freiburg i. Br.: 2001. ISBN 3-7930-9287-9
- Detlef Zinke: Verborgene Pracht: mittelalterliche Buchkunst aus acht Jahrhunderten in Freiburger Sammlungen. Katalog der Ausstellung des Augustinermuseums Freiburg in der Universitätsbibliothek Freiburg, 8. Juni — 28. Juli 2002. Lindenberg: 2002. ISBN 3-89870-059-3
- Eichen, wiegen, messen um den Freiburger Münstermarkt. Augustinermuseum Freiburg, Ausstellung vom 31. Januar bis 27. April 2003. Freiburg i. Br.: 2003.
- Aus Freiburg in die Welt — 100 Jahre Welte-Mignon: automatische Musikinstrumente. Augustinermuseum, Ausstellung vom 17. September 2005 bis 8. Januar 2006. Freiburg i. Br.: 2005.
- Eine Stadt braucht Klöster. Katalog der Ausstellung vom 25. Mai — 1. Oktober 2006 im Augustinermuseum Freiburg i. Br. Lindenberg: 2006. ISBN 3-89870-275-8